# Stor-Bergvattnet
Stor-Bergvattnet är en sjö i Örnsköldsviks kommun i Ångermanland och ingår i Husåns huvudavrinningsområde. Sjön har en area på 0,0654 kvadratkilometer och ligger 261,7 meter över havet.

## Delavrinningsområde
Stor-Bergvattnet ingår i det delavrinningsområde (707808-164317) som SMHI kallar för Utloppet av Ytter-Skivsjön. Medelhöjden är 283 meter över havet och ytan är 5,78 kvadratkilometer. Räknas de 8 avrinningsområdena uppströms in blir den ackumulerade arean 34,6 kvadratkilometer. Avrinningsområdets utflöde Husån mynnar i havet. Avrinningsområdet består mestadels av skog (84 procent). Avrinningsområdet har 0,43 kvadratkilometer vattenytor vilket ger det en sjöprocent på 7,4 procent.